# Asa Philip Randolph

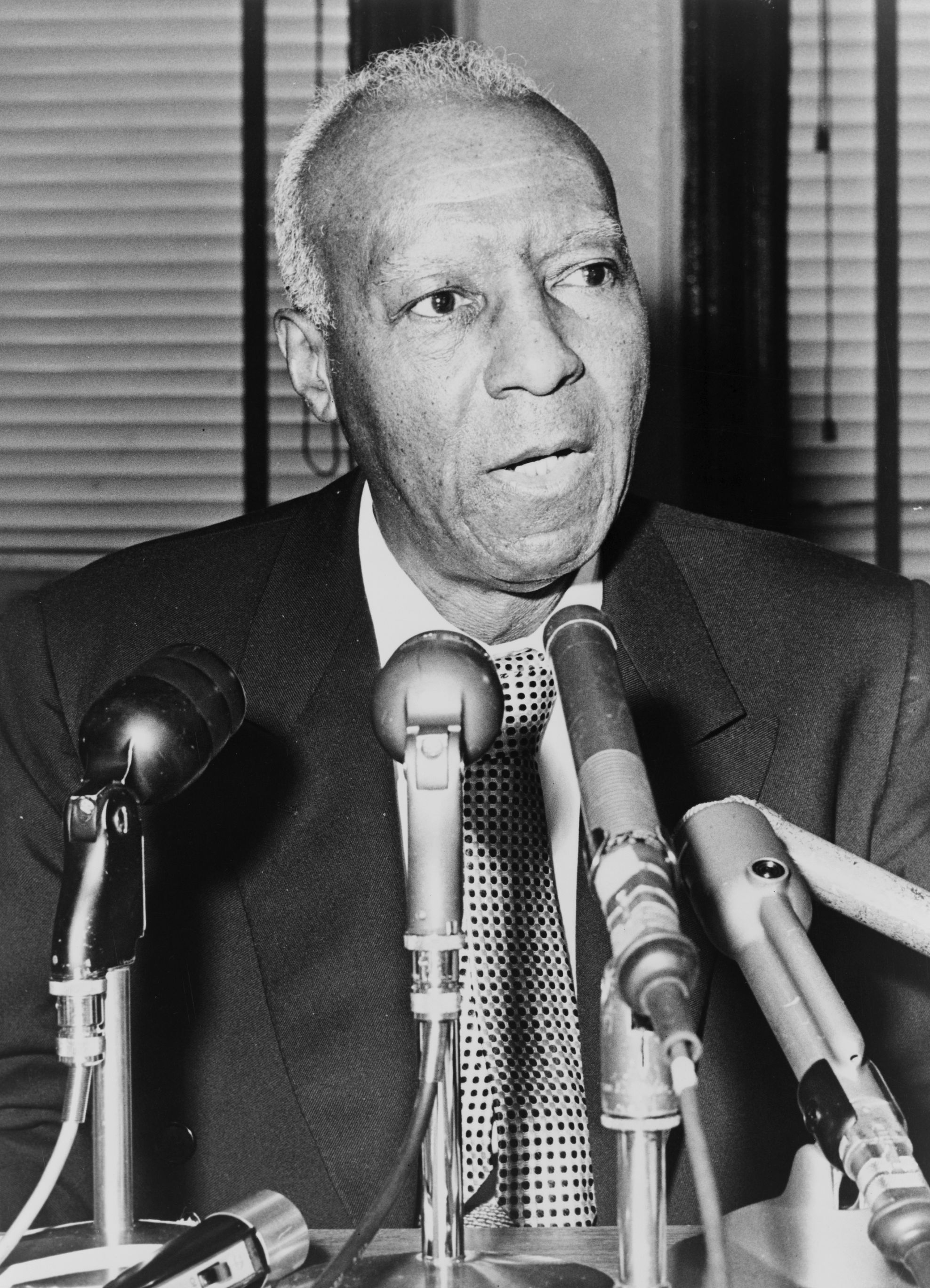
Asa Philip Randolph 1964

Asa Philip Randolph (* 15. April 1889 in Crescent City, Florida; † 16. Mai 1979 in New York) war ein US-amerikanischer Sozialist, der in der Arbeiterbewegung und der Bürgerrechtsbewegung aktiv war.

## Leben
Er wurde in Crescent City, Florida geboren. Sein Vater war ein Pfarrer der African Methodist Episcopal Church. Die Familie zog 1891 nach Jacksonville, Florida. 1911 ging Randolph in der Hoffnung, Schauspieler zu werden, nach Harlem, New York City.
Randolphs Eltern waren gegen seinen Wunsch, Schauspieler zu werden. Während er das City College von New York besuchte, wechselte er zu Politik und Ökonomie. Am City College lernte er seine spätere Frau Lucille Green kennen. Green war eine Lehrerin, die nach dem Tod ihres ersten Ehemannes ihren Beruf aufgegeben hatte, um einen ertragreichen Schönheitssalon zu eröffnen. Nach der Heirat mit Randolph verlor sie häufig Kunden aufgrund seiner politischen Aktivitäten.
Am City College lernte Randolph auch Chandler Owen kennen, einen Studenten der Soziologie und der Politikwissenschaft an der Columbia University. Zusammen gründeten sie 1917 die radikale Harlemer Zeitschrift The Messenger.

## Leistungen
1925 organisierte Randolph die Brotherhood of Sleeping Car Porters. Dies war der erste ernsthafte Versuch, eine Gewerkschaft für die Angestellten von Pullman Company, einem der wichtigsten Arbeitgeber für Afroamerikaner, zu schaffen. Nach Jahren bitteren Kampfes begann die Pullman Company endlich 1935, mit der Brotherhood zu verhandeln, und 1937 wurde ein Vertrag abgeschlossen. Die Brotherhood war Mitglied der American Federation of Labor.
Randolph wurde zu einem der bekanntesten Sprecher für die Bürgerrechte der Afroamerikaner. 1941 schlug er zusammen mit Bayard Rustin und A. J. Muste einen Marsch nach Washington vor, um die Diskriminierung in den Streitkräften zu beenden. Nach langen Verhandlungen wurde der Marsch abgesagt, als Präsident Franklin D. Roosevelt den Fair Employment Act unterzeichnete. Einige Aktivisten fühlten sich betrogen, weil Roosevelts Ankündigung sich nur auf die Rüstungsindustrie und nicht auf die Streitkräfte selbst bezog.
1947 gründete Randolph das Committee Against Jim Crow in Military Service, das später in League for Non-Violent Civil Disobedience umbenannt wurde. Präsident Harry S. Truman hob die Segregation in den Streitkräften durch die Executive Order 9981 am 26. Juli 1948 auf. Randolph unterstützte Begrenzungen bei der Einwanderung und war auch Mitglied der Phi Beta Sigma Fraternity Inc.
Randolph half Rustin und Martin Luther King Jr., den Marsch auf Washington für Arbeit und Freiheit am 28. August 1963 zu organisieren.

## Würdigung
- Am 14. September 1964 erhielt Randolph die Presidential Medal of Freedom.
- Randolphs Kampf für die Brotherhood of Sleeping Car Porters werden in Robert Townsends Film 10,000 Black Men Named George dargestellt. (Alle afroamerikanischen Arbeiter der Pullman Company wurden mit „George“ angeredet, nach George Pullman.)